# Lucie Blažková
Lucie Blažková, född 11 december 2003, är en  volleybollspelare (center).
Blažková spelar i Tjeckiens landslag och har deltagit med dem vid VM 2022 och  European Volleyball League 2022. På klubbnivå spelar hon för VK Dukla Liberec.